# Horní Ves (Trstěnice)
Horní Ves (in tedesco Oberdorf) è una frazione di Trstěnice, comune ceco del distretto di Cheb, nella regione di Karlovy Vary.

## Geografia fisica
Il villaggio si trova 1,5 km ad ovest da Trstěnice. Nel villaggio sono state registrate 26 abitazioni, nelle quali vivono 81 persone.
Altri comuni limitrofi sono Skelné Hutě, Chodovská Huť e Plánská Huť ad ovest, Drmoul, Malá Hleďsebe, Velká Hleďsebe, Klimentov, Úšovice, Velké Krásné, Malé Krásné, Hörgassing e Valy a nord, Zadní Chodov, Kyjov, Horní Jadruž, Dolní Jadruž, Broumov e Neblažov a sud.